# Antofagasta de la Sierra megye
Antofagasta de la Sierra egy megye Argentínában, Catamarca tartományban. A megye székhelye Antofagasta de la Sierra.

## Települések
A megye a következő nagyobb településekből (Localidades) áll:
- Antofagasta de la Sierra
- El Peñón
- Los Nacimientos
- Antofalla

Kisebb települései (Parajes):
| - Agua Caliente - Aguas Blancas - Barrialto - Calaste - Corral Grande | - El Jote - Incahuasi - La Cortaderita - Laguna Grande - Los Colorados | - Mariguaca - Paycuqui - Vega de la Laguna |